# Prouty
Prouty ist der Familienname folgender Personen:
- Christine Prouty, US-amerikanisch-griechische Schauspielerin
- George H. Prouty (1862–1918), US-amerikanischer Politiker
- Fletcher Prouty (1917–2001), US-amerikanischer Offizier
- Olive Higgins Prouty (1882–1974), US-amerikanische Schriftstellerin
- Solomon F. Prouty (1854–1927), US-amerikanischer Politiker
- Stephen Prouty, US-amerikanischer Visagist
- Winston L. Prouty (1906–1971), US-amerikanischer Politiker